# 12915 Rinoliver
12915 Rinoliver este o planetă minoră (asteroid), cu un diametru de 5,584 km, din centura de asteroizi. A fost descoperită pe 26 septembrie 1998 la Magdalena Ridge Observatory⁠(d) de Lincoln Near-Earth Asteroid Research. 
Obiectul prezintă o orbită caracterizată de o semiaxă mare de 2,6376195 UAi, o excentricitate de 0,16, o înclinație de 1,40863 ° în raport cu ecliptica.